# Alessandro Cortini

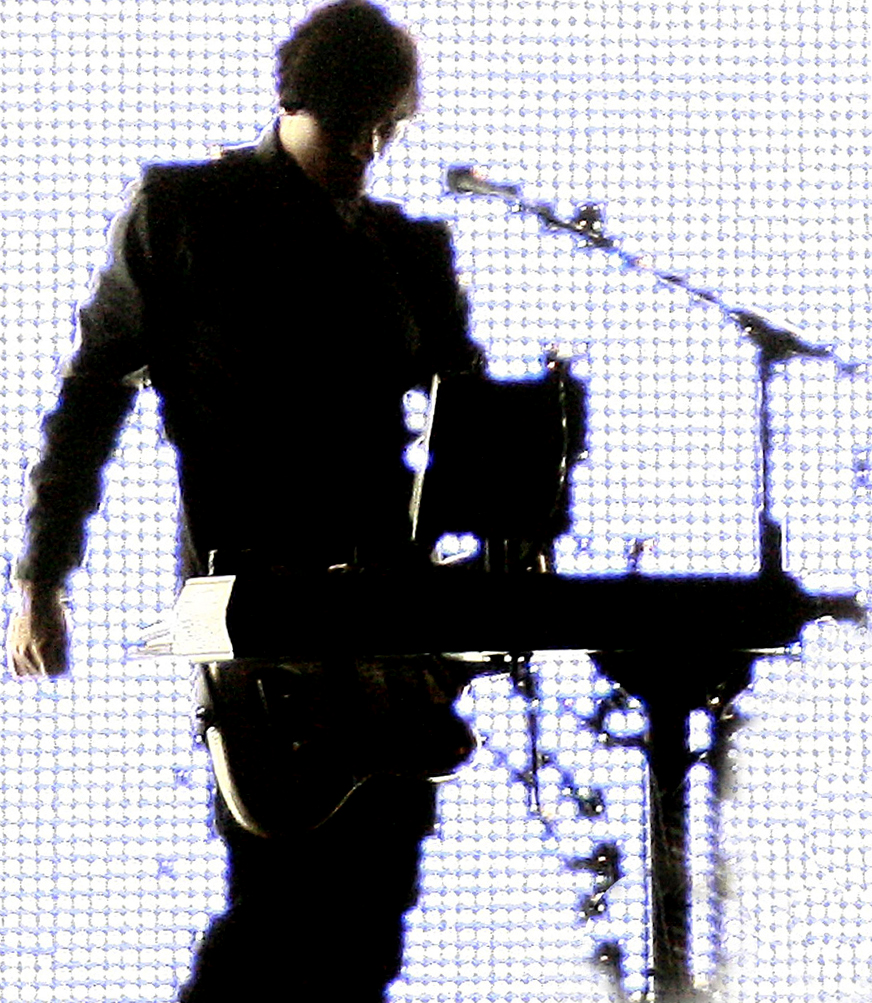
Alessandro Cortini egy NIN koncerten

Alessandro Cortini (1976. május 24. –) egy leginkább a Nine Inch Nails koncertzenekarának billentyűseként ismert olasz származású zenész. A Nine Inch Nails-hez a With Teeth c. albumot támogató turnéra csatlakozott, miután a meghallgatása meggyőző volt a zenekar vezetője, Trent Reznor számára. Cortini a Los Angeles térségéből származó modwheelmood zenekarnak is frontembere, amelyet az Abandoned Pools egykori gitárosával, Pelle Hillstrommal alkot. A modwheelmood megalakulása előtti időkben Cortini olyan zenekarok turnéin gitározott, mint a The Mayfield Four vagy rövid ideig az Everclear.
2006 őszén Cortini a Musicians Institute's Recording Artist Programban részt vevő jelölt lett, hogy tanácsadóként működjön közre a tanulókat segítő négyszemközt folyó képzésben. 

## Diszkográfia
- 2013: Forse 1
- 2013: Forse 2
- 2014: Sonno
- 2015: Forse 3
- 2015: Risveglio
- 2016: SPIE
- 2017: Avanti